# Frederik Jacobus Johannes Buytendijk

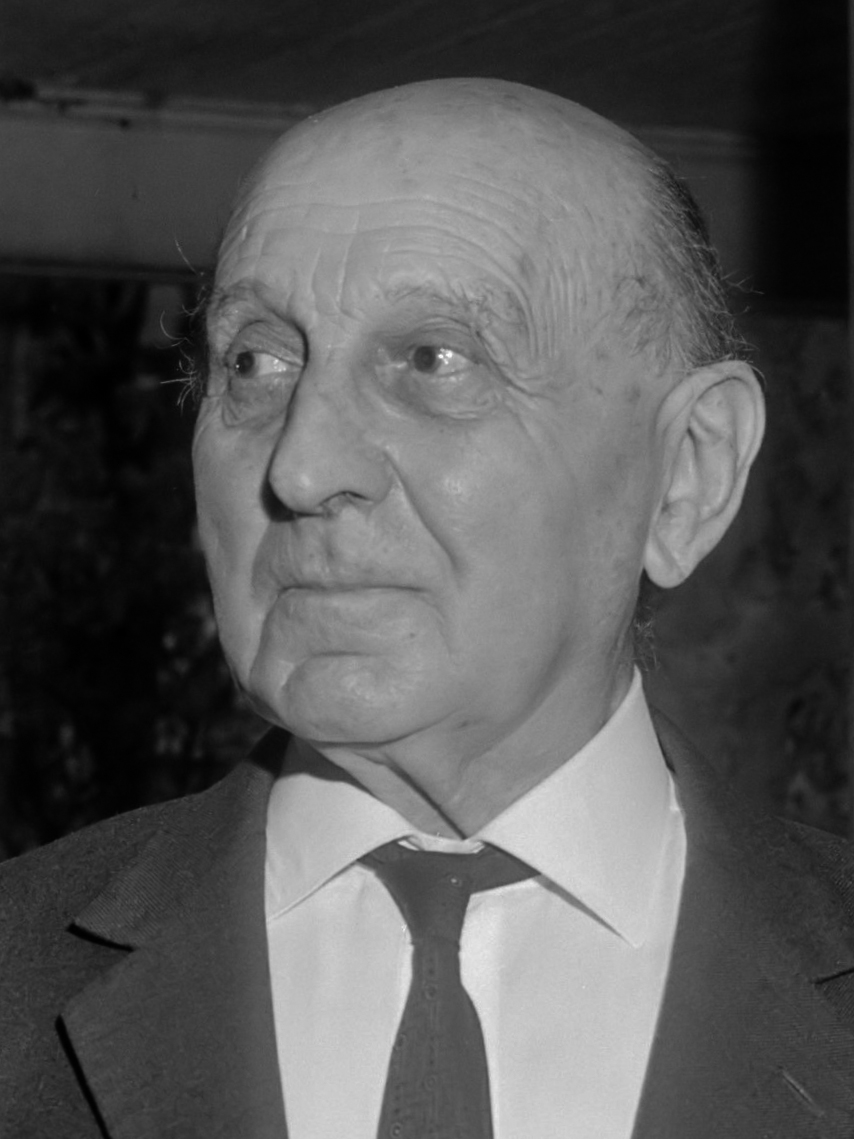
Frederik Jacobus Johannes Buytendijk (1966)

Frederik Jacobus Johannes Buytendijk (Breda, 29 april 1887 – Nijmegen, 21 oktober 1974) was een Nederlandse medicus, psycholoog en auteur. 
Frits Buytendijk studeerde af als medicus, was lector in biologie en algemene fysiologie aan de Vrije Universiteit Amsterdam en kreeg aldaar in 1919 een leerstoel fysiologie. In 1924 werd hij hoogleraar fysiologie en histologie aan de Rijksuniversiteit Groningen. Van 1946 tot zijn emeritaat in 1957 was hij buitengewoon hoogleraar in Nijmegen en hoogleraar psychologie in Utrecht, hoewel hij nooit psychologie had gestudeerd.
In zijn jonge jaren had de kennismaking met Max Scheler, Hans Driesch en Helmuth Plessner (met wie hij bevriend raakte) aanzienlijke invloed op Buytendijk. Hij correspondeerde met vele grote filosofen, onder wie Ludwig Binswanger, Romano Guardini, Maurice Merleau-Ponty en met Jean-Paul Sartre en Simone de Beauvoir. Buytendijk deed zijn inspiratie en methodiek op uit verschillende bronnen: de ervaringen die hij sedert 1918 had opgedaan als dierpsycholoog, en na de Tweede Wereldoorlog als humane psycholoog, en uit de fenomenologie, de leer die de verschijnselen voor zich laat spreken. In zijn Algemene theorie der menselijke houding en beweging (1949) slaagde Buytendijk erin een samengang van lichaam en geest te laten benadrukken.
In 1937 werd de van oorsprong hervormde Buytendijk rooms-katholiek. Hij was voorzitter van onder andere de Katholieke Vereniging voor de Geestelijke Volksgezondheid en hij was vanaf het eind van de jaren 50 hoofdredacteur van de Aula-reeks, de populair-wetenschappelijke pocketboekserie van uitgeverij Het Spectrum. Van zijn hand verschenen talloze boeken en artikelen, zoals De Vrouw in 1951.
- Bibsys: 3005004
- Bibliothèque nationale de France: cb12501091p (data)
- Biografisch Portaal: 58123970
- Catàleg d'autoritats de noms i títols de Catalunya: 981058608878106706
- CiNii: DA0040133X
- Digitale Bibliotheek voor de Nederlandse Letteren: buyt004
- Gemeinsame Normdatei: 118845195
- International Standard Name Identifier: 0000 0001 1022 5148
- Library of Congress Control Number: n50032934
- Mathematics Genealogy Project: 133747
- Bibliotheek van het Japanse parlement: 00435002
- Nationale Bibliotheek van Tsjechië: ola2002158079
- Nationale Bibliotheek van Israël: 987007270700405171
- Nederlandse Thesaurus van Auteursnamen: 068258429
- SNAC: w6xv0878
- Système universitaire de documentation: 028043588
- Virtual International Authority File: 22246937
- WorldCat: E39PBJqQwYpD8j3XYQQd7fHjYP